# Pedaniosz Dioszkoridész

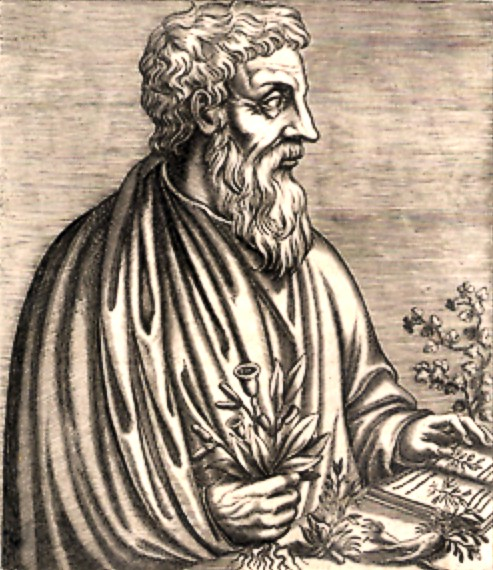
Dioszkoridész arcképe egy késői metszeten

Pedaniosz Dioszkoridész (ógörögül: Διοσκορίδης, vagy latinul: Pedanius Dioscurides, Anazarba, Kilikia, Kr. u. 40 körül – Kr. u. 90 körül) görög katonaorvos és szakíró, akit a farmakognózia atyjaként tisztelnek.

## Élete és művei
Művei csak későbbi kompilációkból került elő, ezért tevékenységének ideje nem ismert pontosan. Claudius (41–54) vagy Nero (54–68) római császárok uralkodási ideje jöhet szóba. A későbbi korokban leginkább ismert munkája a Peri hülész iatrikész (’A gyógyító anyagról’) című lexikális jegyzék, amelyet 60-64 körül írt. A lista a gyógynövények neveit, hatásait, azok alkalmazását tartalmazza, rajzokkal együtt. Egyedülálló értéke, hogy a ógörög és latin növénynevek mellett az általa ismert más nyelvű neveket is megadta. Így egyiptomi, pun, szír, kelta és dák nyelvemlékeket tartalmaz. Ez különösen az egyébként írásbeliséggel nem rendelkező dákok esetében fontos körülmény.
Ez a munka a legismertebb ókori herbárium. Végleges alakját a 3. században nyerte el, amikor ábécérendű lexikont készítettek belőle. Latin változatát De medicaminibus herbarum címmel a sok ismert Apuleius valamelyike állította össze. Ezt a 4. század vége felé már használták.
A körülbelül 600 gyógynövény részletes leírása hamarosan olyan alapműnek számított, amely rendkívüli hatást gyakorolt a középkori európai és arab orvostudományra. A reneszánsz korában alapvető forrása Méliusz Juhász Péter Herbarium című művének (1578), vagy Beythe Andrásnak a Füveskönyv megírásához (1595). Andrea Matthioli a 16. században kiadta és részletes magyarázatokkal látta el: ez a kiadás a 18. század végéig használatban maradt. Zsámboky János (1531–1584) egy kritikai kiadást készített elő. 1777-ben Csapó János Új füves és virágos magyar kert című művében idézi.

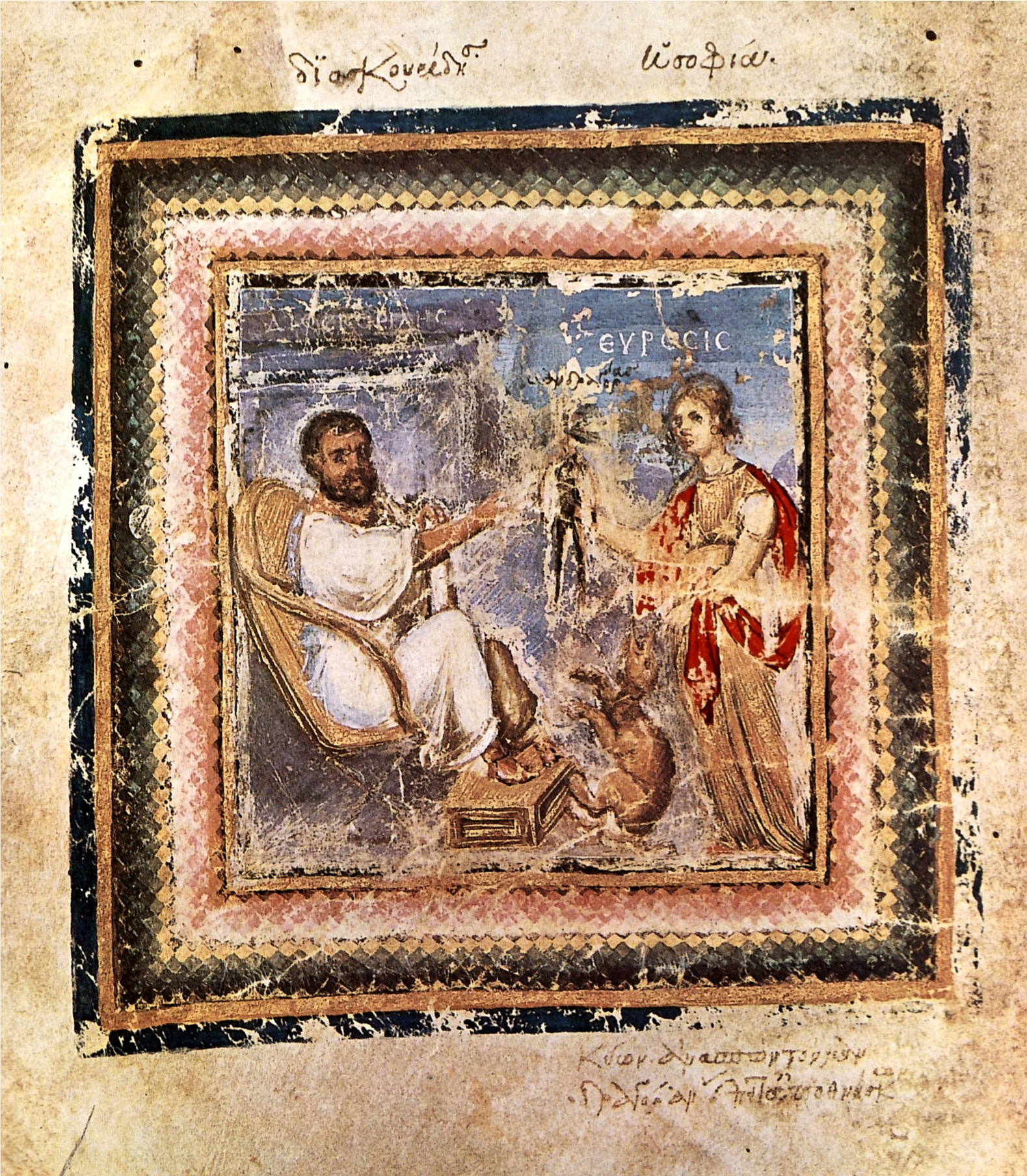
A Vienna Dioscorides egyik lapja két portréval
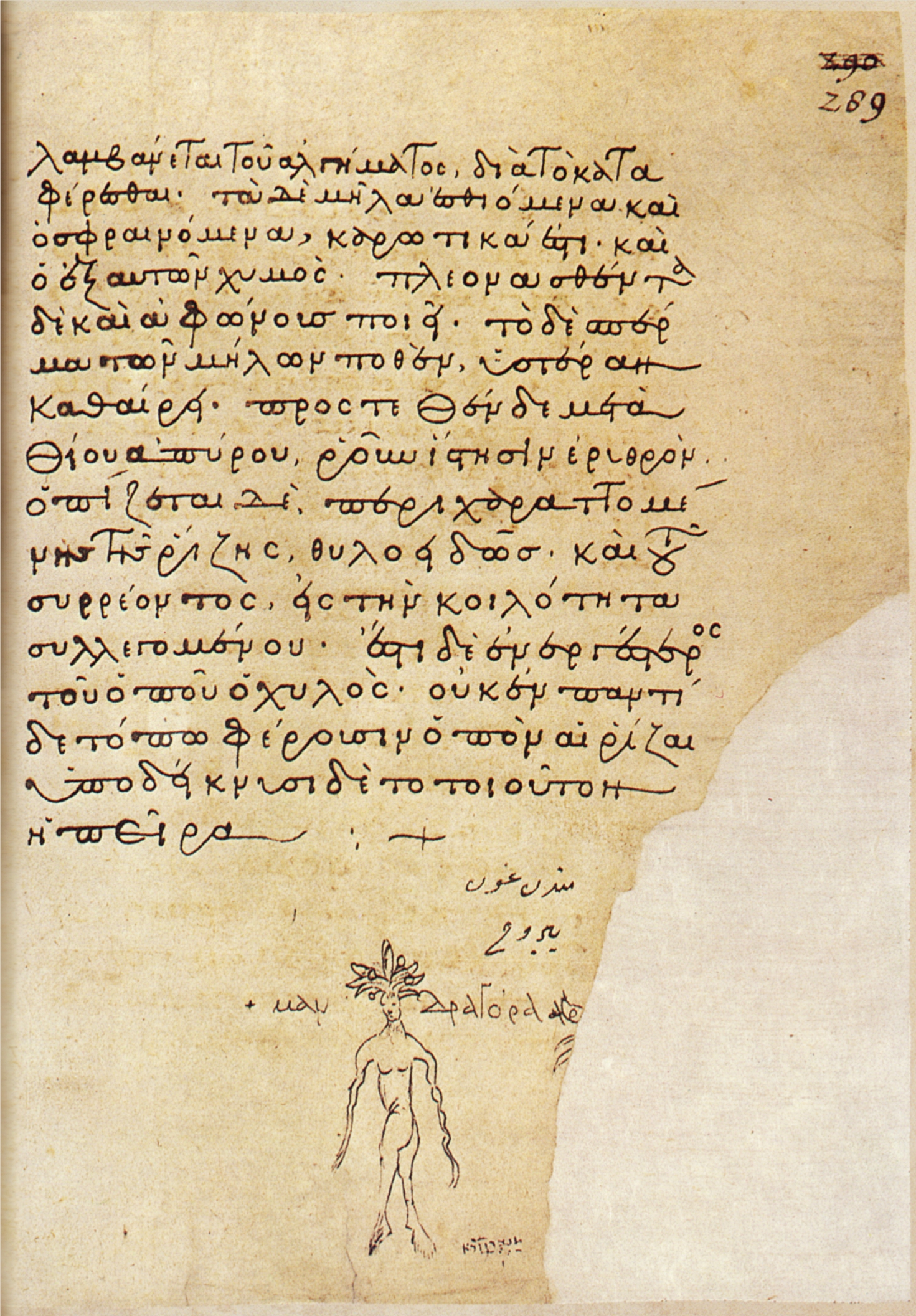
Görög szövegrészlet
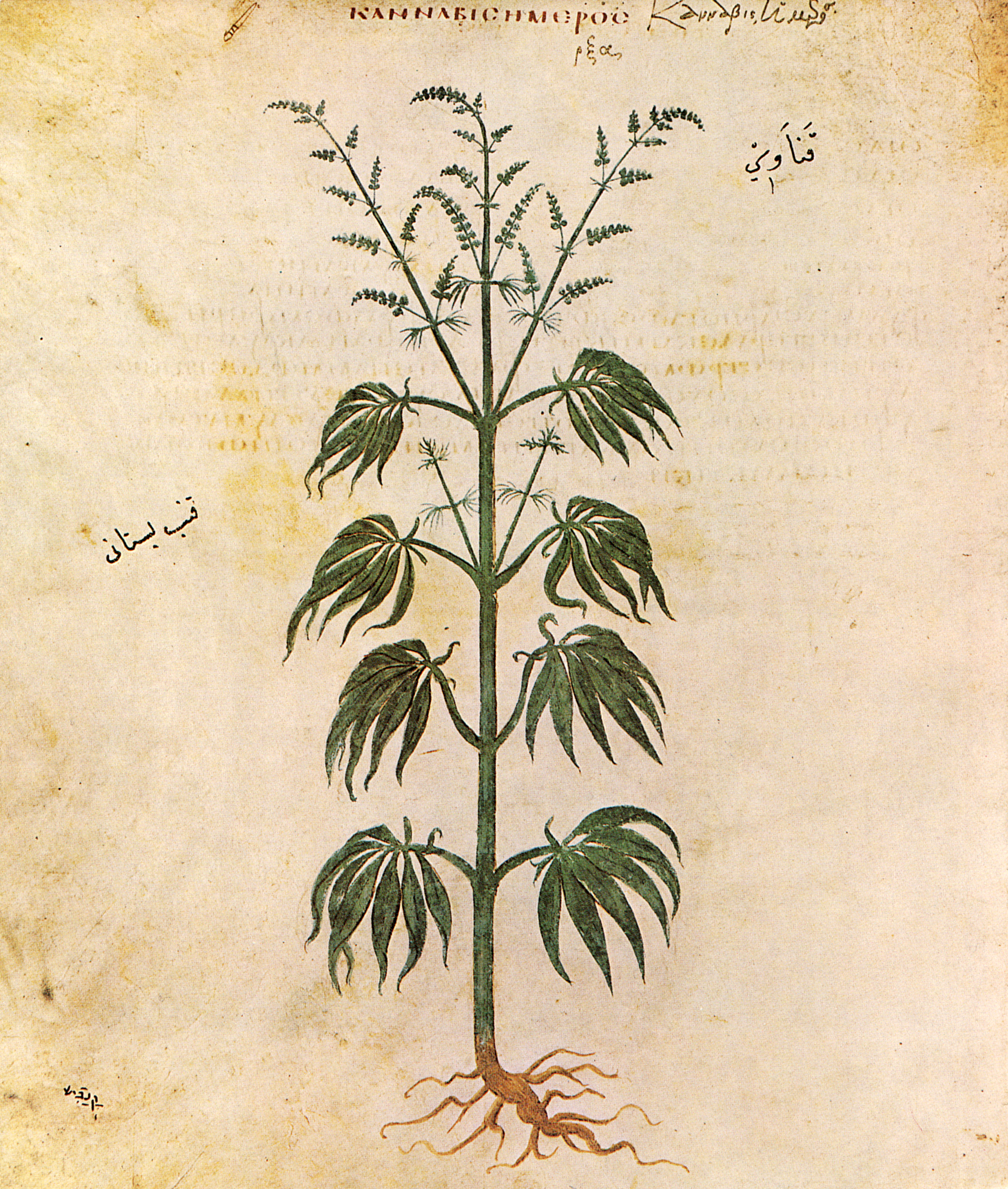
Cannabis
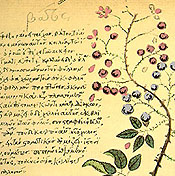
földi szeder
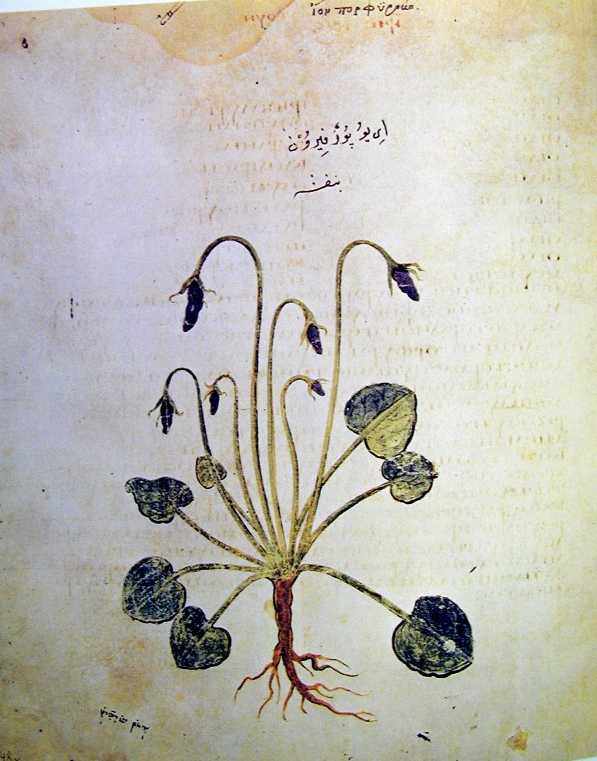
Ibolya arab betűs jegyzetekkel
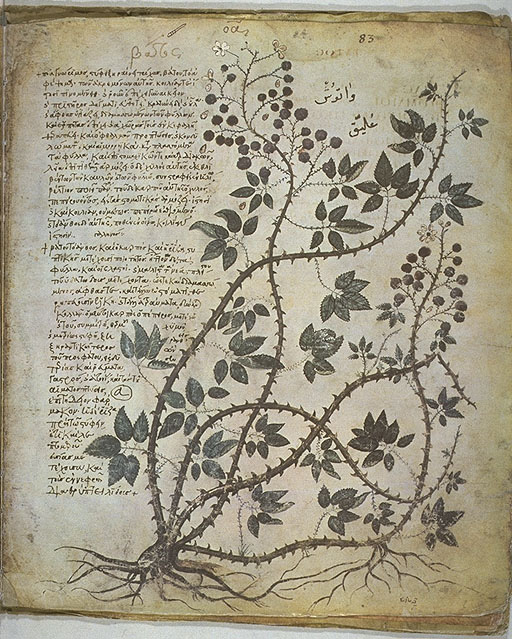
Vadszeder
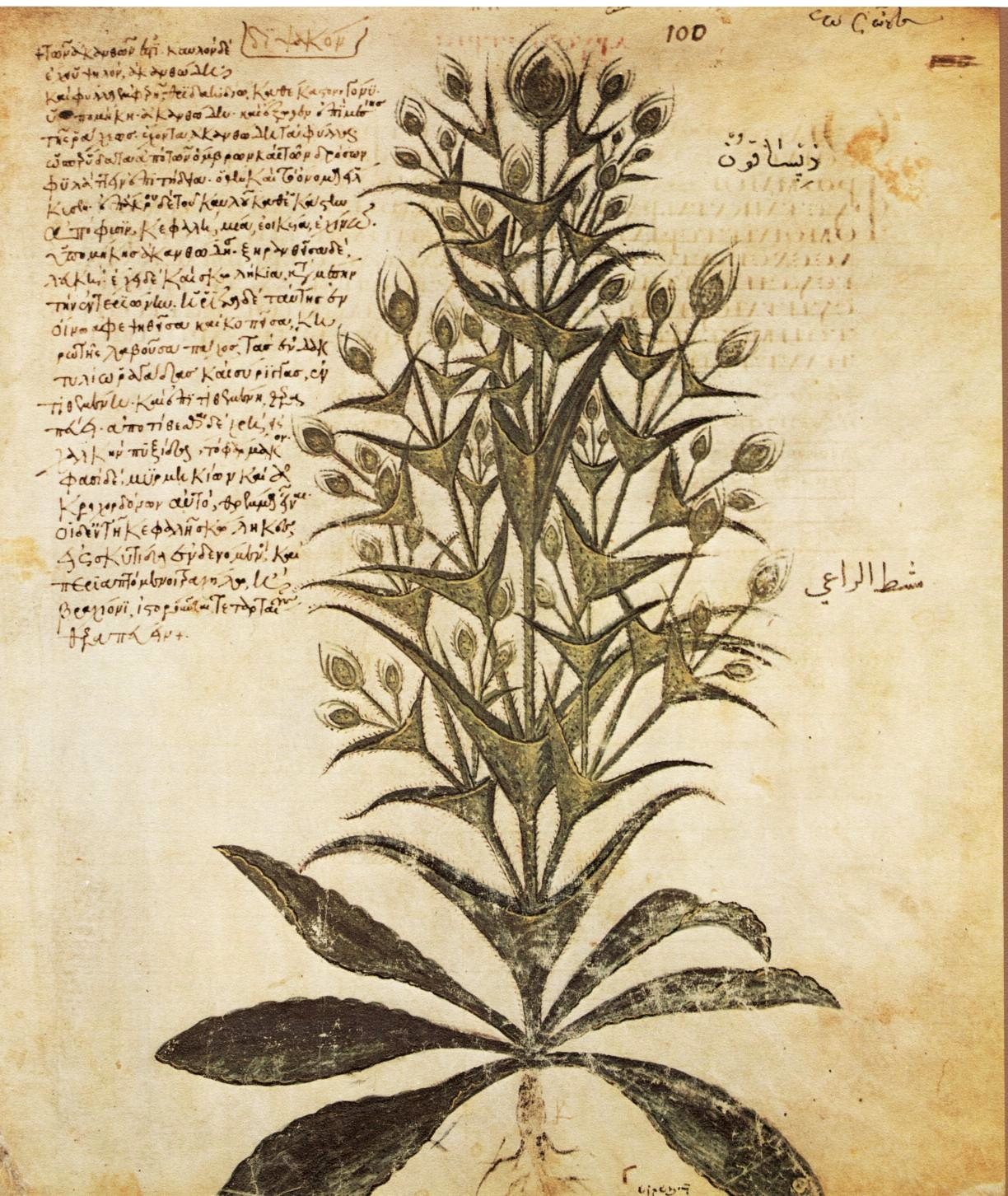
Egy mácsonyaféle (Dipsacus silvestris a loncfélék közül)
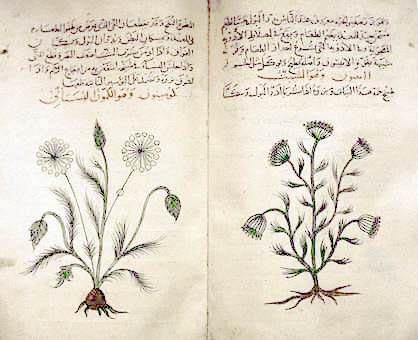
Egy arab változat két lapja
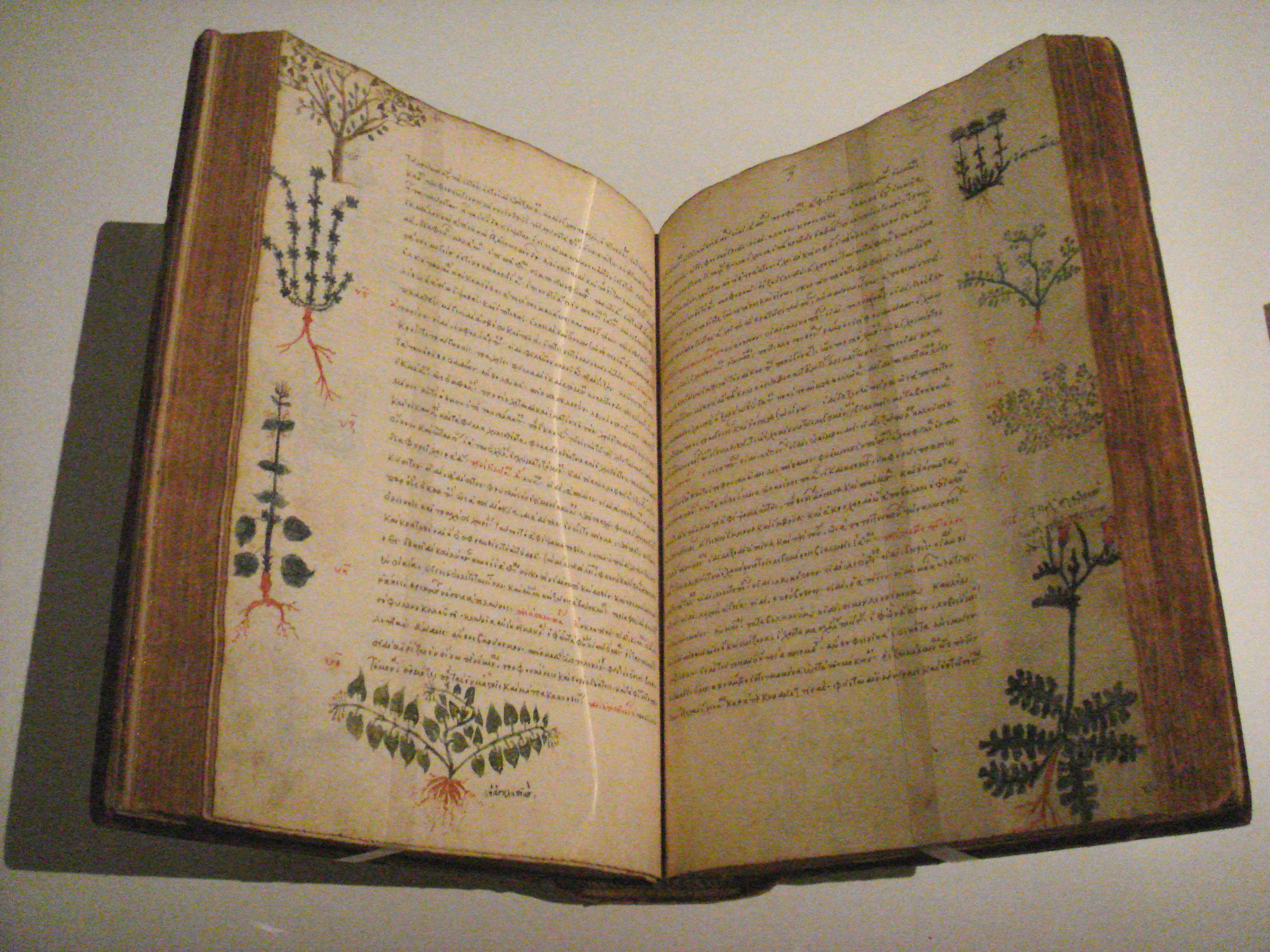
15. századi bizánci kiadás
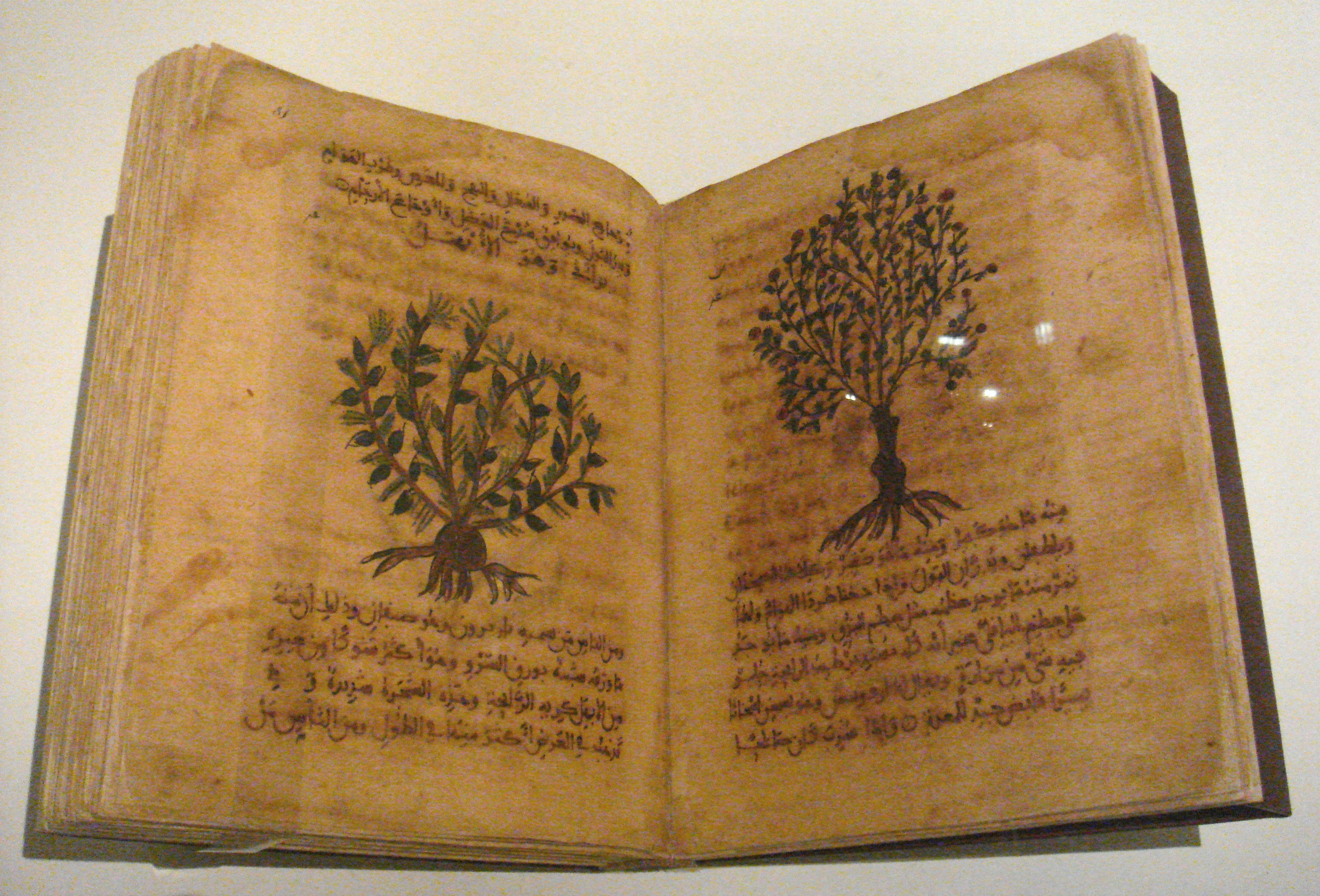
12–13. századi arab másolat
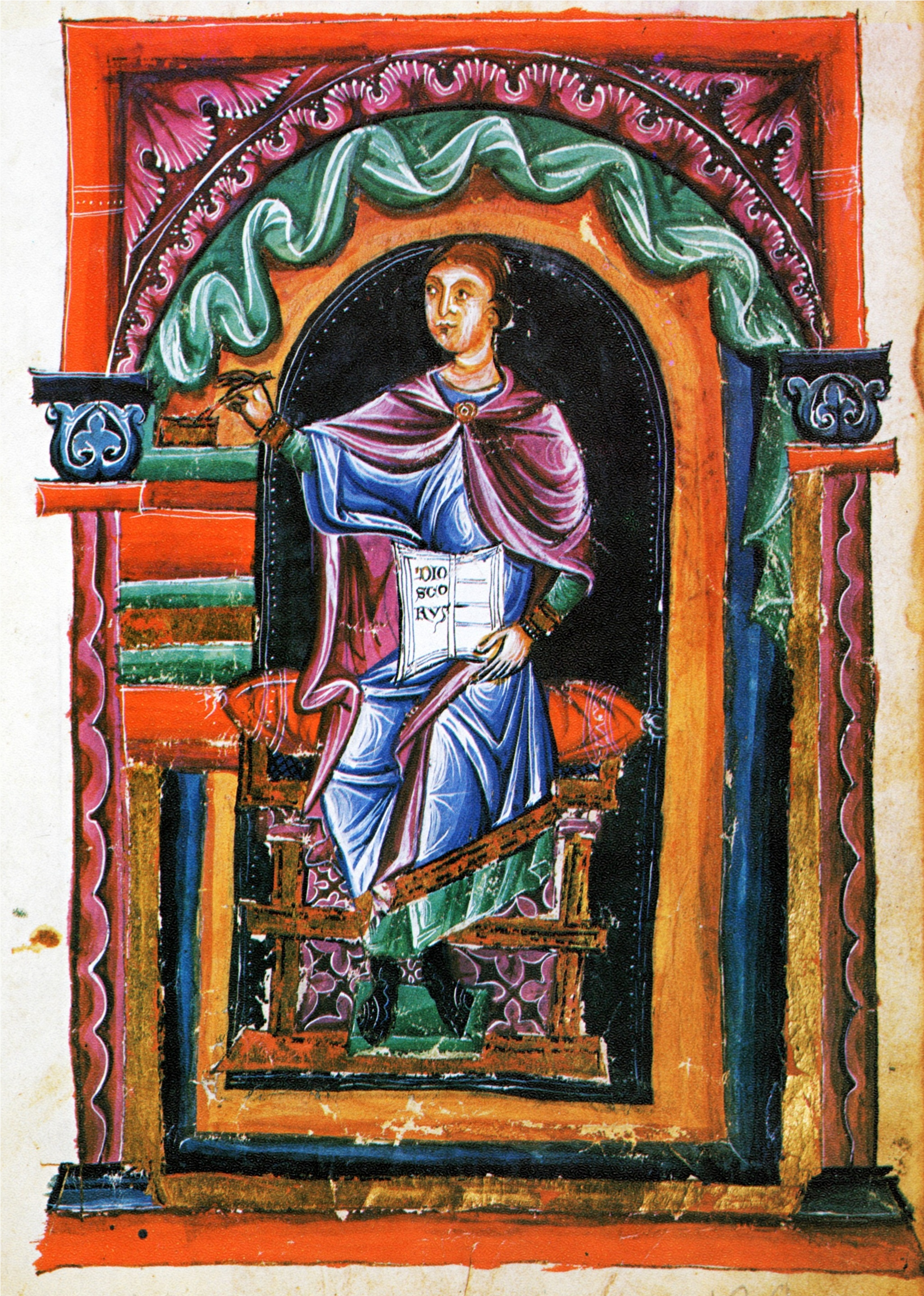
Az 1250-es Medicina antiqua Dioszkoridész-portréja
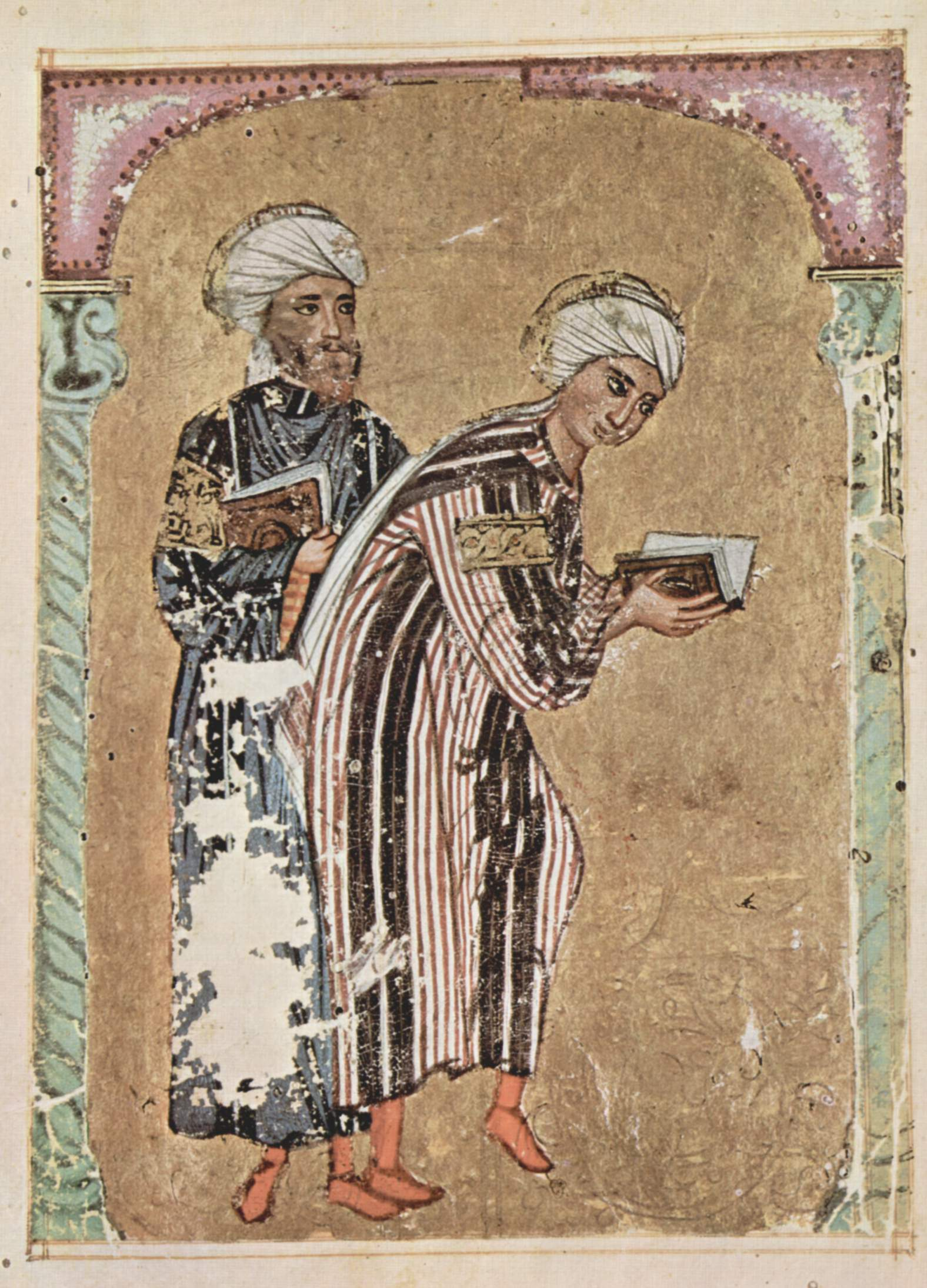
A szíriai másolat portréi